# Phryxe fida
Phryxe fida là một loài ruồi trong họ Tachinidae.